# Oliver Banks
Pour les articles homonymes, voir Banks.
Oliver Banks (ou Oliver T. Banks), né à Cambridge, dans l’État du Massachusetts, est un historien de l'art et un auteur américain de roman policier.

## Biographie
Il fait ses études supérieures à l’université de Boston, puis à l’École des beaux-arts du musée de Boston.  Diplômé en histoire de l’art, il enseigne pendant plusieurs années à l’université du Maryland, puis à l’université du Delaware, avant de s'installer à New York où il est conseiller et critique d’art.
En 1980, il se lance dans le roman policier avec une série ayant pour héros récurrent le détective Amos Hatcher, spécialisé dans les fraudes dans le milieu de l'art. Dans Le Cadre d’ébène (1980), l’intrigue tourne autour d’un tableau longtemps perdu de Rembrandt que cherche à acquérir le directeur du musée de Boston et qui donne lieu à une succession d’assassinats. Amos Hatcher, appelé à la rescousse par la police de Boston, devra se rendre aux Pays-Bas pour élucider l’affaire et trouver des preuves permettant d'incriminer le coupable. Dans The Caravaggio Obsession (1984), Hatcher est à New York pour enquêter sur un meurtre sauvage dont les ramifications s’étendent à la fois à l’œuvre peint du Caravage et au groupe terroriste des Brigades rouges.
Oliver Banks a également publié un essai étudiant l’influence des peintures baroques flamandes et néerlandaises sur le rococo français. 

## Œuvre

### Romans policiers

#### Série policièreAmos Hatcher
- The Rembrant Panel (1980) Publié en français sous le titre Le Cadre d’ébène, Paris, Librairie des Champs-Élysées, Le Masque no 1669, 1982
- The Caravaggio Obsession (1984)

### Essai
- Watteau and the North: Studies in the Dutch and Flemish Baroque Influences on French Rococo Painting (1977)